# リフレッシュプラザ柏

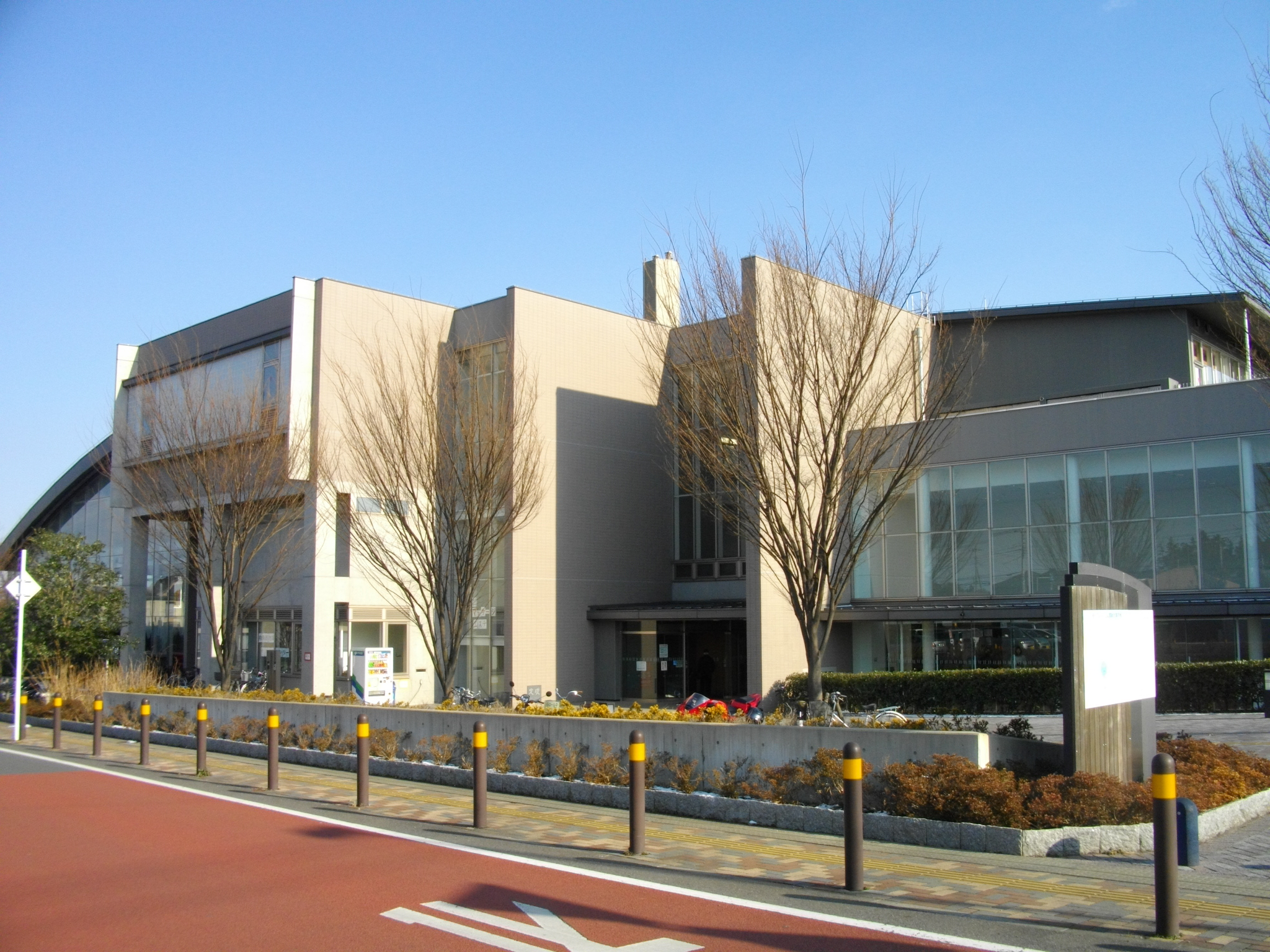
リフレッシュプラザ柏

リフレッシュプラザ柏は、「柏市ウエルネスパートナーズ」が運営する千葉県柏市南増尾58-3にある屋内温水プール、温浴施設、トレーニングルームを中心とした公営のスポーツ及び公民一体型の施設である。また一階には「地域包括センター」がある他、地下一階には災害時用の備蓄倉庫が備わっている。また、当施設が存在する千葉県柏市において［自動ゲート］が唯一設置されている施設でもある。

## 屋内プールの概要
当施設の隣に併設されている「柏市南部クリーンセンター」から出る余熱を利用している。
オムツのとれていない乳幼児は入場できない他、小学3年生未満の子供には18歳以上の付き添いが必要である。また、中学生以下は「パンザマスト」後の利用には保護者の付き添いが必要である。またビーチボールや100cm以上の浮輪、変わった形の浮具は使用できない。ただし水中イヤホンは使用可能である。　＊ウォーキングコースの場合のみ。
- 流水プール
- 25ｍプール
- 幼児プール
- ジャグジー

採暖室(合計2室)・監視室・トイレ男・女・オストメイトトイレなど

## 温浴施設
オムツのとれていない乳幼児は入場できない他、小学3年生未満の子供には18歳以上の付き添いが必要である他、中学生以下は「パンザマスト」後の利用には保護者の付き添いが必要である。
- 太陽の湯
- 青葉の湯

## 利用料金
公営プールらしく安価な料金設定だが、市外在住者は割増料金を取られる。
- 市内在住者料金　2時間まで
- プール・温浴
  - 大人520円/ 小学生以下260円/障害者260円/高齢者780円

尚、プール・温浴の利用料金は一律である。
- 市外在住者料金　2時間まで
- プール・温浴
  - 大人790円/小学生以下390円/障害者390円/高齢者630円

尚、市外在住者料金もプール・温浴共に一律である

## 建物概要
建物は鉄筋コンクリート造3階建てを基本とし、プールの室内部分には鉄骨造を採用している。空調設備は全館空調と個別空調を採用している。(換気は全館空調。)照明設備は蛍光灯またはLED灯である。放送設備は非常時一斉通報装置と併用した物となっており、おそらく「ビクター」製の物が使用されている。その他、プールの濾過装置がある。
- 火曜日は定休日。火曜日が祝日の場合は翌日が定休日。

＊館内は全般「撮影禁止」であるが、喫茶室「ココ」については、人や顔などの個人情報に関する目的でなければ撮影可能な事が明らかになっている。

## その他施設
喫茶室「ココ」・
リラクゼイションルーム・
楽屋・
会議室・
ベランダ・
和室・
多目的ホール・
たべもの工房・
備蓄倉庫

## 柏市の市民プール
- 船戸市民プール
- 逆井市民プール
- 塚崎市民プール
- 大津ヶ丘中央公園市民プール
- ひばりが丘市民プール
- 西口第一公園市民プール